# Dharampur (Gujarat)
Pour les articles homonymes, voir Dharampur.
Dharampur (gujarâtî : ધરમપુર - hindî : धर्मपुर २) est une ville de l'État du Gujarat en Inde, dans le district de Valsad.

## Histoire
Dharampur était la capitale d'un État princier jusqu'en 1948.

### Dirigeants: Mahârânas Sâhibs
- 1764 - ? : Dharamdevjî
- 1787 - 1807 : Rupdevji
- 1807 - 1857 : Vijayadevjî Ier
- 1857 - 1860 : Ramdevjî III Vijaidevjî
- 1860- 1891 : Shri Narayandevjî Ramdevjî (1840-1891)
- 1891 - 1921 : Mohandevjî Narayandevjî (1863-1921)
- 1921 - 1948 : Vijayadevjî II Mohandevjî (1884-1952)